# Бетезда (Уелс)
 Тази статия е за града в Уелс.  За града в Съединените щати вижте Бетезда.  
Бетезда (на английски: Bethesda; на уелски: Bethesda, на местния диалект Pesda, Пѐсда) е град в Северен Уелс, графство Гуинед. Разположен е на около 60 km западно от английския град Ливърпул. На около 10 km на запад от Бедесда е главният административен център на графството Карнарвън. На 5 km на север от Бетезда е най-големият град в графството Бангор. В Бетезда се намира най-голямата каменна кариера в района. Населението му е 4327 жители според данни от преброяването през 2001 г.
1. ↑  www.nomisweb.co.uk